# Dziedzictwo Ferramontich
Dziedzictwo Ferramontich (wł. L'eredità Ferramonti) – włoski dramat filmowy z 1976 roku w reżyserii Mauro Bologniniego. Adaptacja powieści pod tym samym tytułem autorstwa Gaetano Carlo Chelliego.
Film startował w konkursie głównym na 29. MFF w Cannes, gdzie zdobył nagrodę dla najlepszej aktorki za kreację Dominique Sandy.

## Fabuła
Akcja rozgrywa się w Rzymie w 1880 roku. Film przedstawia dzieje włoskiej rodziny Ferramontich. Głowa familii, Gregorio, pewnego dnia decyduje się zlikwidować funkcjonującą od lat rodzinną piekarnię. Jego dorosłe dzieci - dwaj synowie Pippo i Mario oraz córka Teta - muszą od teraz same starać się o swoje utrzymanie. Tymczasem do walki o rodzinną schedę przystępuje piękna i wyrachowana synowa Irene, żona Pippa.

## Obsada
- Anthony Quinn jako Gregorio Ferramonti
- Dominique Sanda jako Irene Carelli Ferramonti
- Fabio Testi jako Mario Ferramonti
- Gigi Proietti jako Pippo Ferramonti
- Adriana Asti jako Teta Ferramonti Furlin
- Paolo Bonacelli jako Paolo Furlin
- Harald Bromley jako Andrea Barbati
- Rossana Di Lorenzo jako Matilde

## Produkcja
Zdjęcia kręcono w Rzymie i okolicach (Bracciano, Caprarola w prowincji Viterbo).